# 豹纹鲨
豹紋鯊科（學名：Stegostomatidae）又稱虎鮫科，是軟骨魚綱板鰓亞綱鬚鮫目的其中一科，僅有1屬1種，即豹紋鯊，又稱大尾虎鮫。

## 分布
本魚分布於印度西太平洋區，包括波斯灣、阿拉伯海、印度、伊朗、巴基斯坦、馬爾地夫、斯里蘭卡、孟加拉灣、安達曼海、泰國、馬來西亞、柬埔寨、越南、日本、台灣、中國、菲律賓、印尼、新加坡、新幾內亞等海域。

## 深度
水深5至30公尺。

## 特徵
本魚魚體平扁且延長，眼睛橢圓形，口下位；胸鰭寬大扁平。幼魚體為藍黑色，並布滿白色條紋與方形斑，日漸成長則白斑轉為黃棕色，白色條紋變成許多深色斑點。尾其極度延長，體長可達235公分。

## 生態
本魚主要棲息在沿海礁沙混合區的沙地上，生性羞怯，行動緩慢。肉食性，以底棲無脊椎動物及小魚為食。卵生，一次約能產下4個帶卵絲的附著卵。

## 經濟利用
為高經濟價值的食用魚，肉質佳。魚皮可做成皮製品，魚肝可做成魚肝油。另可飼養於水族館。